# Тит Рустий Нумий Гал
Тит Рустий Нумий Гал (на латински: Titus Rustius Nummius Gallus) е политик и сенатор на ранната Римска империя.
От 1 юли 34 г. той е суфектконсул заедно с Квинт Марций Барей Соран.